# Merkys
Merkys (litauisk: Merkys hviderussisk: Мяркіс, Мерачанка, Мярчанка, tr. Mjakis, Mertjanka, Mjartjanka) er en flod i det sydlige Litauen og det nordlige Hviderusland. Den løber 13 km gennem Hviderusland, 5 km langs den hviderussiske-litauiske grænse og 195 km gennem Litauen før den udmunder i Nemunas nær Merkinė.

## Navn
Navnet på floden, Merkys, stammer fra merkti, et fællesnavn på litauisk med betydningen iblødsætning.

## Geografi
Merkys bliver først og fremmest forsynet af grundvand og er kølig i sommermånederne ligesom vandstanden svinger mindre end i andre floder i Litauen. Tæt på Žagarinė (128 km før udmundingen) er Merkys forbundet med Papys-søen med en kanal. Vokė floden har sit udspring i denne sø, og meget Merkys vand løber ud i Vokė. Over kanalen er den gennemsnitlige vandmængde i Merkys 3 m³/s, efter er vandmængden kun 0,7 m³/s. Ved slutningen af 1800-tallet voksede Merkys afvandingsområde med ca 410 km², da en ny biflod Ūla ved erosion brød vandskellet mellem Kotra og Merkys og skilte sig ud fra Kotra.

## Turisme
Merkysfloden er sammen med Dzūkija nationalpark et populært turistområde. Floden flyder ud i Nemunas nær den historiske landsby Merkinė. Arkæologiske fund afslører at folk beboede området så tidligt som i jægerstenalderen. Merkys er kendt for sin forskelligartede fauna. 40% af Litauens bestand af laks gyder i Merkys nedre løb. Siden 1974 har ørred gydepladserne i floden været beskyttet. Der er væsentlige bestande af bækørreder, havørreder, karper, og ifølge Trout.lt, et litauisk lystfiskerblad, gyder Den Atlantiske stør Acipenser oxyrinchus fortsat i i floden.